# De grappen van Lambik 2 (nieuwe reeks)
De grappen van Lambik 2 uit de nieuwe reeks werd uitgegeven in 2004.
Op 7 juli 2004 verscheen het album voor het eerst in de winkel aan de prijs van € 3,75.
De eerste drie delen van de reeks waren heruitgaven van 1-paginagags uit de periode 1955-1962.  De gags werden voor het eerst uitgegeven in het weekblad De Bond.
Deze strip draait eigenlijk om Lambik, maar Sézar, het onhandige hulpje van Lambik, Tante Sidonia, Suske, wiske en de familie snoek doen soms ook mee.
Een lijst van wie mee speelt in hoeveel gags.  
- Lambik: 37
- Wiske: 22
- Tante Sidonia: 20
- Suske: 19
- Sézar: 13
- Leonard Snoek: 9
- Mie Snoek: 3